# Oncideres irrorata
Oncideres irrorata är en skalbaggsart som beskrevs av Julius Melzer 1934. Oncideres irrorata ingår i släktet Oncideres och familjen långhorningar. Inga underarter finns listade i Catalogue of Life.